# نازع الهواء

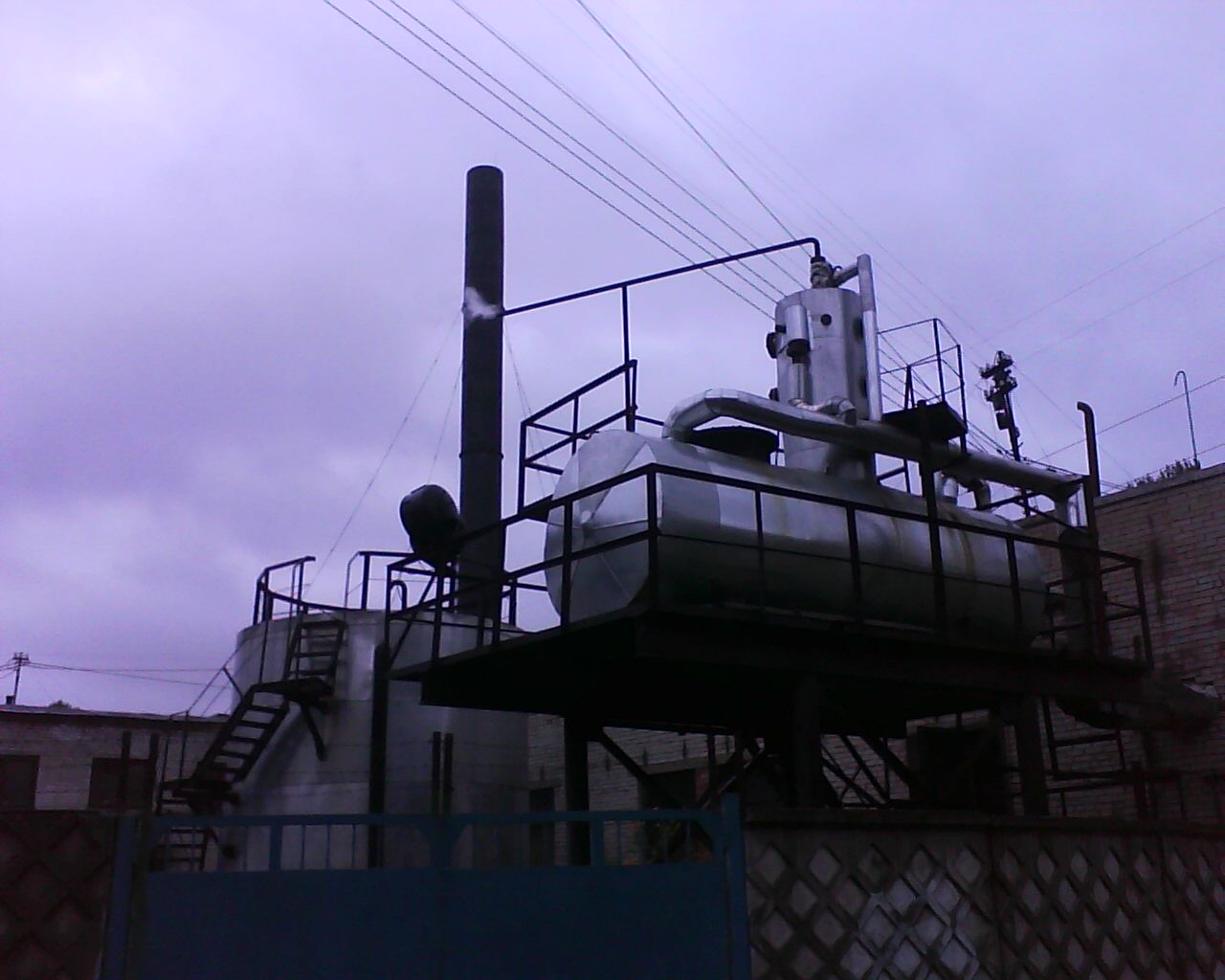
محط لنزع الهواء

نازع الهواء هو جهاز يستخدم لإزالة الأكسجين والغازات المذابة من ماء التغذية للغلاية قبل إنتاج البخار، وذلك عن طريق عملية تعرف بنزع الهواء. يتسبب الأكسجين المذاب بالماء في حدوث عملية التآكل نتيجة تكون الأكاسيد على جدران الانابيب والمعدات المعدنية. يتحد ثاني أكسيد الكربون المذاب مع الماء ليكون حامض الكربونيك ليتسبب في تآكل أكثر. يتم تصميم مغظم نوازع الهواء لتقليل نسبة الأكسجين إلى 005. سنتيمتر مكعب لكل لتر أو أقل بالإضافة إلى تقليل نسبة ثاني أكسيد الكربون كذلك.
هناك نوعان من نوازع الهواء : نازع هواء ذو صوان (Tray- type)، نزع هواء ذو رشاش (Spray-Type).
نازع الهواء ذو الصوان عبارة عن أسطوانة رأسية يحدث بها نزع الغازات المذابة أعلى أسطوانة أفقية تعمل بمثابة خزان لماء التغذية للغلاية.
نازع الهواء ذو الرشاش يتكون من وعاء أسطوانى أفقى أو رأسي حيث يعمل كنازع للغازات الذائبة وخران للماء المغذية للغلاية.

## أنوع نوازع الهواء

### نازع الهواء ذو الصوان

شكل 1: رسم توضيحي لنازع الهواء ذو الصوان.

شكل 1 يمثل النوع الأول ذو الصوان يحتوي على مقطع رأسى تحدث به عملية إزالة الغازات موجود أعلى أسطوانة رأسية تمثل خزان ماء التغذية للغلاية. تدخل ماء التغذية من خلال صينية منخلية. يدخل البخار المنزوع منه الغازات وذو الضغط المنخفض من الصينية المنخلية متجها لأعلى من خلال الثقوب. تستخدم بعض التصميمات على مهد محشو(Packed bed) بدلا من الصينية المنخلية.
ينزع البخار الغازات الذائبة بمياه التغذية ويخرج بها من صمام التهوية الموجود بالأعلى. يجب ألا يكون الصمام مفتوح كاملا حتى لا تزيد كمية الأكسجين الداخلة مع ماء التغذية. تشير نسبة اللكوريدات الموجودة بالغلاية إلى نسبة فتح صمام التهوية فإذا كانت عالية فهذا يشير إلى أن الصمام مفتوح بكمية كبيرة وبالتالى لا نحتاج إلى مقياس لمحتوي الأكسجين داخل الغلاية.
ماء التغذية الخالية من الغازات تتجمع داخل خزان أفقى حيث يتم ضخها إلى غلاية انتاخ البخار. يستخدم البخار ذو الضغط المنخفض والداخل إلى الخزان الأفقى من خلال أنبوب بقاع الخزان للمحافظة على ماء التغذية دافئة. يوجد عزل خارجى على الخزان للحد من فقدان الحرارة.

### نازع الهواء ذو الرشاش

شكل 2: نازع هواء ذو رشاش

كما هو موضع بشكل 2 ، نازع الهواء ذو الرشاش يتكون من خزان افقى يحتوي على مقطعين، مقطع (E) لاجراء عملية تسخين مبدائي ومقطع (F) لإجراء عملية نزع الهواء. يفصل بينهم حاجز (C).
يتم رش ماء التغذية من خلال مقطع (E) حيث تم تسخينها بواسطة البخار الداخل من أسفل الخزان. الغرض من تسخين ماء التغذية هو الوصل بها إلى درجه حرارة التشبع لتسهيل عملية نزع الغازات.
يدخل ماء التغذية المسخن إلى المقطع (F) حيث تمم عملية نزع الغازات بواسطة البخار الخارج من الرشاشات. تخرج الغازات المنزوعة من الماء من أعلى الخزان. احيانا يتواج مكثف عند مخرج الغازات وذلك لتكثيف أي ماء خارجة مع الغازات، كما أن المخرج يحتوى على صمام مفتوح بحيث يسمح لخروج كمية صغيرة من البخار مع الغازات الخارجة.
يتم ضخ الماء من أسفل الخزان وحتى غلاية إنتاج البخار.

## البخار المنزوع منه الهواء
يستخدم نازع الهواء في أنظمة إنتاج البخار بمعظم محطات الطاقة الحراية البخار ذو الضغط المنخفض الخارج من تربينة البخار. ولكن، مولدات البخار بالأنظمة الكبيرة مثل معامل تكرير النفط تستخدم بخار ذو ضغط منخفض ايا كان موجود.

## نوازع الأكسجين
تضاف المواد الكيماوية احيانا إلى ماء التغذية المنزوع منها الهواء وذلك لإزالة أي أكسجين متبقى. يعتمد نوع المواد الكيميائية على ما إذا كان المكان يستخدم برنامج معالجة مياه متطاير أو غير متطاير. تستخدم معظم الضغوط القليلة (650psi>) النظام غير المتطاير بينما أنظمة الضغوط العالية تستخدم برنامج التطاير.
أشهر المركبات المستخدمة لاأزالة الأكسجين في الأنظمة ذى الضغوط المنخفضة كبريتيت الصوديوم (Na2
SO3). يتميز بانه سريع الالتفاعل مع الأكسجين ليتكون كبريتات الصوديوم (Na2SO4).